# Encentrum asellicola
Encentrum asellicola is een raderdiertjessoort uit de familie Dicranophoridae. De wetenschappelijke naam van deze soort is voor het eerst geldig gepubliceerd in 1947 door Bartoš.